# NGC 6454
NGC 6454 est une vaste galaxie elliptique relativement éloignée et située dans la constellation du Dragon. Sa vitesse par rapport au fond diffus cosmologique est de 9 053 ± 50 km/s, ce qui correspond à une distance de Hubble de 133,5 ± 9,4 Mpc (∼435 millions d'al). NGC 6454 a été découverte par l'astronome américain Lewis Swift en 1885.
Aucun bras spiral n'est visible sur l'image du relevé SDSS, aussi la classification de galaxie elliptique par Wolfgang Steinicke et la base de données HyperLeda semble mieux décrire cette galaxie. Par contre, si elle contient une grande quantité de poussière, il est aussi possible que ce soit une galaxie lenticulaire.
NGC 6454 est une radiogalaxie à spectre continu (Flat-Spectrum Radio Source) et elle présente peut-être un noyau actif. Selon la base de données Simbad, NGC 6054 est une galaxie active qui contient un quasar.